# Trioza aylmeriae
Trioza aylmeriae är en insektsart som beskrevs av Patch 1912. Trioza aylmeriae ingår i släktet Trioza och familjen spetsbladloppor. Inga underarter finns listade i Catalogue of Life.